# Santa Teresita (Cagayan)
Pour les articles homonymes, voir Santa Teresita.
 (février 2021).
Si vous disposez d'ouvrages ou d'articles de référence ou si vous connaissez des sites web de qualité traitant du thème abordé ici, merci de compléter l'article en donnant les références utiles à sa vérifiabilité et en les liant à la section « Notes et références ».
Santa Teresita est une municipalité de la province de Cagayan, aux Philippines.

## Barangays
Sta. Teresita compte 13 barangays.
- Alucao
- Buyun
- Centro East (Pob.)
- Centro West
- Dungeg
- Luga
- Masi
- Mision
- Simpatuyo
- Villa
- Aridawen
- Caniogan
- Simbaluca